# Omolocum

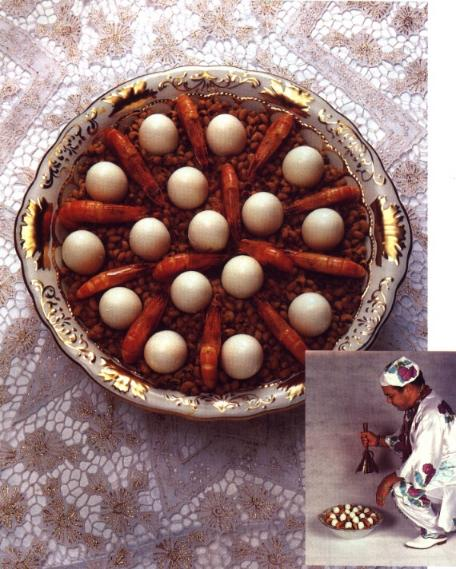
Omolocum e Pai Cido de Oxum Eyn

Omolocum - comida ritual da Orixá Oxum, é feito com feijão fradinho cozido, refogado com cebola ralada, pó de camarão defumado, sal, azeite de dendê ou azeite doce.
Enfeitado com camarões inteiros e ovos cozidos inteiros sem casca, normalmente são colocados 5 ovos ou 8 ovos, mas essa quantidade pode mudar de acordo com a obrigação do candomblé.

## Omolokum
Omolokum na África, significa literalmente filho do mar: Omo(filho) Lo(do) Okum(mar). Também é o nome da comida ritual do Orixá Oxum e cada grão de feijão fradinho faz alusão aos óvulos encontrado no ovário feminino que simboliza a fertilidade e possibilidade de nascimento. Esta comida ritual é oferecida ao Orixá Oxum e as Yámis. O feijão fradinho deve ser colocado de molho em água natural no mínimo cinco horas antes do preparo, na hora do cozimento os grãos devem ser colocados diretamente em água fervente, para evitar as toxinas e a ação do enxofre que causa dores abdominais e gases. Depois de cozidos devem ser escorridos e refogados com cebola ralada, camarão defumado, sal, azeite de dendê, azeite doce e noz-moscada. Sempre colocado em recipientes redondos em ligação ao útero e ovário, enfeitado com camarões inteiros e ovos cozidos inteiros sem casca, normalmente são colocados 5 ovos mas essa quantidade pode mudar de acordo com a obrigação do candomblé. 

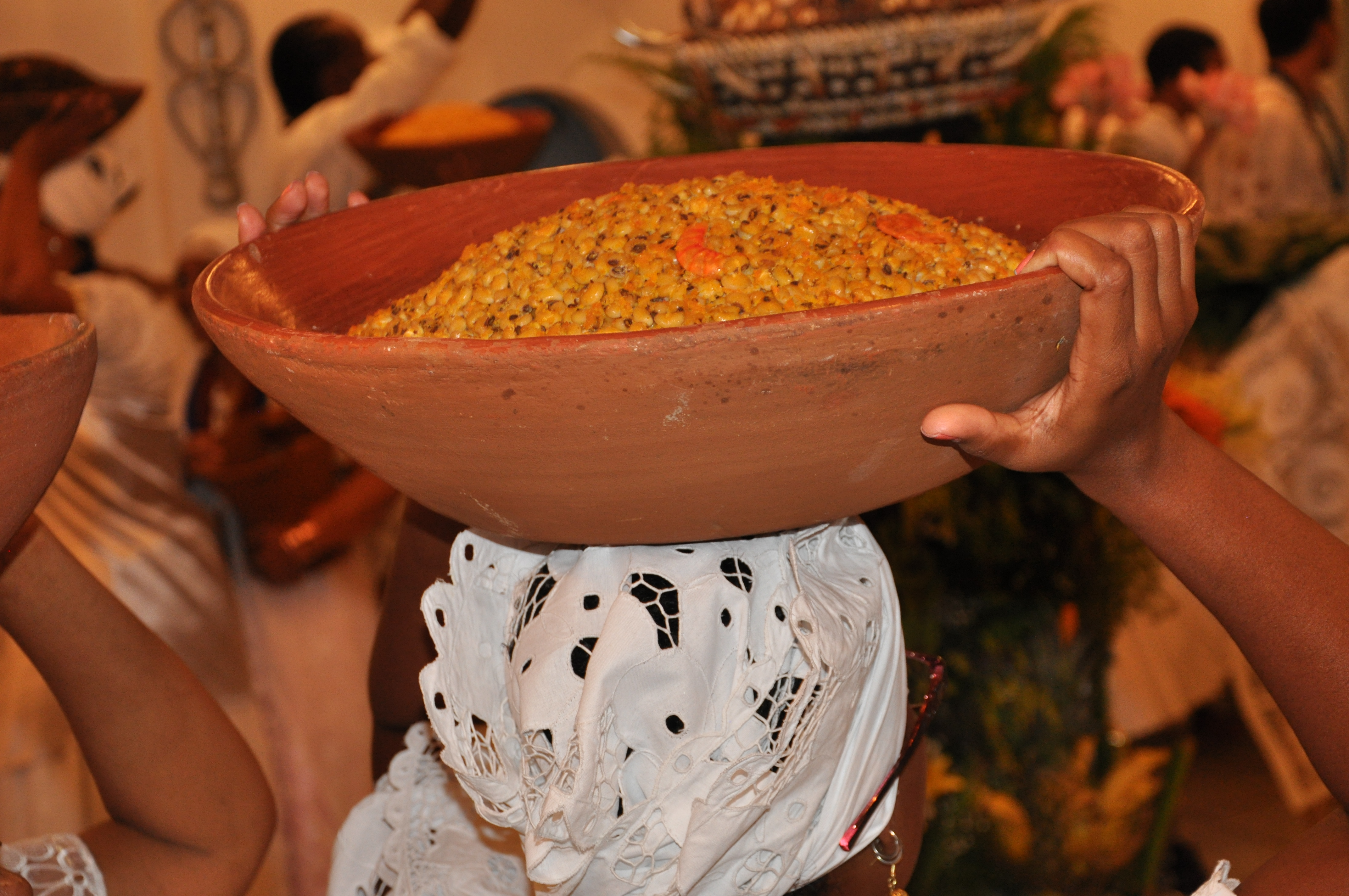
Omolukum é uma comida ritual do candomblé do Orixá Oxum.

A comida de Orixá difere, assim, das comidas servidas no dia a dia do terreiro, bem como daquelas passadas no corpo das pessoas, usadas para “descarregar”, limpar, livrar de algum contra-axé (infortúnios). Em linhas gerais, comida é tudo que se come. Desde à pimenta e o obi, que se masca para conversar com o Orixá, ao naco de carne oferecido a este mesmo Orixá, partilhado pela pessoa. Nesse processo de diferenciação, em que o ingrediente, na sua grande maioria, são os mesmos, muda-se a forma de ritualizar, a elaboração, o cuidado, “o tratamento”, a maneira de lidar com o mesmo ingrediente, o sentido impresso e invocado através das palavras de encantamento, cantigas e rezas.